# Duel aux poings

Duel aux poings (拳擊, Quan ji ; Duel of Fists) est un film hongkongais réalisé par Chang Cheh, sorti en 1971.
Il s'agit du premier volet d'un diptyque dont la seconde partie est intitulée "The Angry Guest". En France, ce second volet élégamment rebaptisé "Il faut battre le Chinois pendant qu'il est chaud" est cependant sorti avant le premier.
Le film se classe à la seconde position dans le classement des recettes des films hongkongais de 1971.

## Synopsis
Fa Ke (David Chiang), un jeune ingénieur du BTP pratiquant les arts martiaux part en Thaïlande à la recherche d'un demi-frère dont son père vient de lui apprendre l'existence sur son lit de mort. Son séjour à Bangkok lui permet de retrouver son frère, un boxeur de Muay-thaï, de rencontrer une thaïlandaise avec laquelle il entame une relation sentimentale, et surtout de donner libre cours à sa passion pour la mode avant-gardiste, qu'il devait réprimer dans son milieu hongkongais habituel.

## Fiche technique
- Titre original : 拳擊
- Titre international anglais : Duel of Fists
- Titre français : Duel aux poings
- Titre français parodico-raciste : Au Karaté t'as qu'à réattaquer
- Titre belge francophone : Duel au poing
- Réalisation : Chang Cheh
- Scénario : Ni Kuang
- Société de production : Shaw Brothers
- Chorégraphie des combats : Liu Chia-liang, Tang Chia
- Pays d'origine : Hong Kong
- Langue originale : mandarin
- Format : Couleurs - 2,35:1 - Mono - 35 mm
- Genre : action
- Durée : 95 min[1]
- Dates de sortie : 1er octobre 1971 (Hong Kong) ; 31 juillet 1974 (Paris)[1]

## Distribution
- David Chiang : Fan Ke
- Ti Lung : Wen Lieh
- Ching Li : Yu Lan
- Parwana Lui Lang Ying : Mai Dai
- Ku Feng : Cannon

## Réception
Le critique Christian Bosséno écrit dans la Revue du cinéma qu'il s'agit d'"un très bon "kung-fu" (...) plaisant, bien construit et bien filmé", comportant en effet "de très bonnes et assez surprenantes séquences à caractère quasi documentaire qui font de ce film un néoréaliste kung-fu".